# Polistes versicolor
Polistes versicolor, também conhecida como vespa do papel variegada ou vespa do papel amarela, é uma vespa social subtropical dentro de Polistes, o gênero mais comum de vespa do papel. A espécie de vespa da América do Sul mais amplamente distribuída, P. versicolor é particularmente comum nos estados do sudeste brasileiro. Essa vespa social é comumente chamada de vespa do papel amarela devido às faixas amarelas distintas encontradas em seu tórax e abdômen. O ninho de P. versicolor, feito de fibra vegetal mastigada, é tipicamente um único pente descoberto preso ao substrato por um único pecíolo . A vespa amarela é frequentemente encontrada em áreas urbanas. Novos ninhos e colônias são geralmente fundados por uma associação de fêmeas, às vezes em edifícios humanos. O ciclo da colônia de P. versicolor varia amplamente de 3 a 10 meses, embora pareça não haver relação entre o desenvolvimento da colônia e a estação do ano. Embora as vespas do papel amarelo tenham ciclos de colônia anuais claros, muitas rainhas jovens têm a oportunidade de hibernar durante o inverno, formando agregações opcionais de inverno. Hierarquias de dominância dentro dessas agregações são caracterizadas por agressão física da (s) fêmea (s) dominante (s) em relação às fêmeas associadas, que tendem a ser irmãs. Os movimentos de abanar também são frequentemente usados como uma forma de comunicação dentro da colônia. A vespa do papel amarela é geralmente predatória, capturando uma grande variedade de insetos, embora muitas vezes também se alimente de pólen e néctar. Portanto, P. versicolor pode ser útil como polinizador ou como controle eficaz de pragas.

## Taxonomia e filogenia
O entomologista francês Guillaume-Antoine Olivier descreveu a vespa do papel amarela em 1791. O nome da espécie, versicolor, é um termo latino que significa uma variedade de cores, talvez se referindo à coloração brilhante de seu abdômen e tórax. Dentro da subfamília Polistinae da família Vespidae, o gênero Polistes (vespas de papel) possui cerca de 200 espécies distribuídas em todo o mundo, principalmente na região tropical. Um gênero amplamente estudado, Polistes é agora considerado a chave para a compreensão da evolução do comportamento social entre vespas e outros invertebrados  . A vespa do papel amarela é membro do New World Polistes, que é encontrado no subgênero Aphanilopterus . Como a variação morfológica entre os Aphanilopterus é pequena, P. versicolor compartilha muitas semelhanças com seus parentes Aphanilopterus, especialmente P. instabilis . Ambas as espécies podem formar agregações de inverno quando vivem em grandes altitudes. Ecologicamente, a vespa do papel amarelo vive em condições semelhantes às de outras espécies da zona temperada, como P. fuscatus (no subgênero Fuscopolistes ) e P. canadensis (também no subgênero Aphanilopterus ). Embora as condições sazonais não sejam drásticas em termos de temperatura, essas espécies vivem em locais com uma estação seca pronunciada.

## Descrição e identificação
Ambos P. versicolor masculino e feminino têm asas transparentes amarelas e um corpo preto com as faixas amarelas características no tórax e abdômen. As diferenças entre as mulheres são exclusivamente relacionadas ao tamanho. Dentro de um agregado de vespas-do-papel amarelas, as rainhas são indiscutivelmente as maiores fêmeas e as fêmeas recém-emergidas são as menores. As fêmeas agregadas são maiores do que todas as outras fêmeas. O tamanho do corpo feminino dentro de uma colônia geralmente depende das condições ambientais: um aumento no tamanho do corpo é frequentemente visto com a aproximação de uma estação desfavorável.

## Construção de ninho
Novas colônias e ninhos são geralmente fundados por uma associação de fêmeas; as associações femininas são responsáveis pelo sucesso de 51,5% das novas colônias.  Antes de iniciar a construção, a fundadora primeiro faz voos de reconhecimento, inspecionando a estrutura a ser usada para o ninho, voando perto da área selecionada e tocando o substrato com suas antenas . Os ninhos de papel são frequentemente de coloração acinzentada e frequentemente construídos em gesso . Descobriu-se que as fundações de ninhos em gesso são significativamente maiores do que em outros tipos de substrato, um testemunho da sinantropia da vespa do papel amarela. Em média, o ninho de P. versicolor consiste em 244,2 células e 171,67 vespas adultas. O tamanho da colônia pode variar de sete fêmeas (associações de fundadoras) a quase 100 fêmeas (colônias maduras). Uma vez estabelecido o local para a fundação da nova colônia, a construção começa com o pedúnculo : o material vegetal é mastigado com saliva e preso ao substrato em forma de fio. A primeira célula é então construída com um formato circular, durante o qual a fêmea toca constantemente as laterais da célula com suas antenas. Posteriormente, os contornos hexagonais são formados à medida que as células periféricas são construídas em torno da célula circular inicial e anexadas às células vizinhas. À medida que as larvas se desenvolvem nas células, fibra vegetal mastigada é adicionada às extremidades das células para elevar a altura de suas paredes. Ao longo do ciclo da colônia, à medida que as colônias crescem e o número de células aumenta, o pedúnculo é ainda mais reforçado com fibra vegetal adicional para garantir o suporte adequado para o ninho conforme ele aumenta.

## Distribuição e habitat
Amplamente distribuída pela América do Sul, a distribuição da vespa do papel amarelo varia da Costa Rica à Argentina . Altas densidades de P. versicolor foram observadas nas altas montanhas do maciço Turimiquire no estado de Anzoategui, Venezuela, provavelmente causadas pela migração devido à periodicidade sazonal associada à estação seca. Os ninhos de vespas do papel amarelo podem ser frequentemente encontrados em ambientes naturais com substratos consistindo de folhas, galhos, raízes, pedras e até mesmo ninhos abandonados de outras espécies de vespas sociais. Em alguns casos, a vespa realmente assume ninhos vazios de Mischocyttarus drewseni para colocar seus ovos em vez de criar seus próprios ninhos. Frequentemente, porém, seus ninhos são encontrados em construções humanas; a vespa do papel amarela é facultativamente sinantrópica . P. versicolor até parece aninhar preferencialmente em construções humanas em áreas com pouca atividade humana; os ninhos na vegetação natural são cada vez mais raros. Isso tem sido relacionado ao fato de que a fragilidade das plantas muitas vezes não oferece suporte adequado para o ninho e o expõe ao estresse do clima. Em contraste, os ninhos em gesso sintético são normalmente encontrados em lugares altos em edifícios, onde esses ninhos são altamente protegidos não apenas da interferência humana, mas também do clima e da irradiação solar direta.

## Ciclo da colônia
Enquanto P. versicolor parece depender de ciclos de colônia estritamente anuais em altas latitudes e altitudes, a duração do ciclo de colônia pode variar; as colônias de ciclo curto podem ter expectativa de vida variando de três a seis meses, enquanto as colônias de ciclo longo podem variar de seis a dez meses. Em colônias estudadas no sudoeste do Brasil (onde a vespa do papel amarela é particularmente comum), o ciclo da colônia varia amplamente de 3 a 10 meses. Embora as condições climáticas possam afetar direta ou indiretamente a produtividade da colônia, a vespa do papel amarelo é uma espécie assíncrona, pois parece não haver relação entre o desenvolvimento da colônia e a estação do ano. Uma agregação pode começar no amplo intervalo de março a agosto e os fundadores não deixam a agregação ao mesmo tempo. Portanto, novas fundações podem ocorrer em diferentes períodos. No sudeste do Brasil, as agregações da vespa do papel amarelo começam no início de março, antes do inverno, e duram até meados de agosto. O estágio de ovo pode variar de 5 a 16 dias, o estágio larval pode variar de 12 a 46 dias, e o estágio de pupa pode variar de 16 a 26 dias. A vida média de um trabalhador subordinado varia de 10 a 17 dias. Os machos podem permanecer na colônia por alguns dias antes de serem forçados a deixar as fêmeas. Embora apenas novas rainhas tradicionalmente iniciem novas colônias ao deixarem seus ninhos anteriores, a agregação dentro de P. versicolor representa um caminho alternativo para as fêmeas, oferecendo-lhes a escolha entre começar um novo ninho e esperar para ser uma fundadora. As fêmeas recém-emergidas podem, portanto, escolher ser trabalhadoras, esperando um ano para ser uma fundadora até que surjam condições mais favoráveis. As fêmeas com longos ciclos de colônia também podem substituir um reprodutor como uma camada de ovo no antigo ninho.

### Agregações de inverno
As vespas do papel amarelo têm ciclos de colônia anuais claros, mas as jovens rainhas das colônias também têm a oportunidade de hibernar durante o inverno. Dada a ausência de um clima severo, a ocorrência de agregações de inverno no P. versicolor tropical é opcional; existem algumas colônias que não formam essas agregações em seu ciclo anual. A agregação de inverno é, portanto, diferente da diapausa observada em espécies que vivem em climas temperados sujeitos a condições climáticas adversas. Em vez disso, a agregação de inverno nesta espécie tropical reflete a adaptabilidade comportamental da vespa do papel amarela, permitindo que as fêmeas esperem por melhores condições ambientais para iniciar um novo ninho, em vez de serem forçadas a iniciar um novo ninho assim que emergem. Agregações de inverno (compostas de rainhas em hibernação) frequentemente produzem fêmeas maiores, que têm maior probabilidade de se tornarem novas rainhas. Dentro das agregações, a maioria dos indivíduos possui ovários em desenvolvimento. Os jovens podem desenvolver seus ovários antes da agregação, mas muitas fêmeas desenvolvem seus ovários durante o tempo gasto na agregação, enquanto esperam por uma estação melhor para fundar um ninho.

## Efeitos da atividade humana
Com o aumento do número de ninhos de P. versicolor construídos em áreas urbanas em construções humanas, as vespas do papel amarelo descobriram muitas vantagens, como a redução da competição interespecífica, proteção contra uma variedade de fatores climáticos e proteção contra predação, especialmente por vertebrados.

### Em estratégias de colônia
Essa interação aumentada com a atividade humana pode ser vista claramente nas várias estratégias adotadas pelas colônias de vespas. Em habitats mais alterados pela atividade humana, 60% dos ninhos de vespas-do-papel ocorrem em construções humanas e 40% em árvores. Em contraste, em habitats menos alterados pela atividade humana, 100% dos ninhos são encontrados em árvores, mesmo que existam edifícios próximos. Nos habitats menos alterados pela atividade humana, existe uma correlação positiva significativa entre o número de células construídas e o número de adultos produzidos, bem como entre o diâmetro do pecíolo e a massa seca do ninho. Nessas colônias, a população aumenta proporcionalmente com o tamanho do ninho. Este aumento semelhante não é visto claramente em habitats mais alterados pela atividade humana. Isso pode ocorrer porque em ambientes com mais atividade humana, um ninho maior pode atrair mais atenção e, portanto, é mais provável de ser eliminado. As vespas do papel amarelo podem ter se adaptado a essa situação, preferindo reutilizar as células em vez de aumentar o tamanho do ninho.

### Sobre a produtividade da colônia
Ramificações resultantes na produtividade da colônia também foram mostradas. A produtividade no habitat menos alterado é significativamente maior do que no habitat mais alterado, no que diz respeito ao número de células construídas, número de adultos produzidos, massa seca dos ninhos e proporção de células produtivas. Nos habitats mais alterados pela atividade humana, há uma grande concentração de edifícios e vegetação predominantemente gramínea, sugerindo menos recursos disponíveis para os quais as colônias possam construir ninhos. Foi demonstrado que a qualidade do habitat ajuda a contribuir para a redução da produtividade das colônias nesses ambientes bastante alterados pela atividade humana. Por exemplo, a quantidade de recursos (como larvas de outros insetos) disponíveis para alimentar imaturos tem sido mais limitada em habitats com maior atividade humana.

## Hierarquia de dominância
Com o P. Versicolor tropical, a fundação de colônias pode frequentemente ocorrer por várias fêmeas à medida que as fundadoras se unem para construir um novo ninho ou, mais tradicionalmente, as rainhas podem iniciar novos ninhos separadamente. Logo após a fase de fundação, uma hierarquia de dominância reprodutiva linear é estabelecida. A fêmea dominante detém o monopólio da postura, passando assim mais tempo dentro do ninho enquanto as operárias se alimentam. A fêmea dominante também recebe uma porção maior de comida do que suas companheiras de ninho. Em contraste, ao invés de focar na reprodução, as fundadoras subordinadas assumem a carga de trabalho do ninho, trabalhando na construção de células, defesa do ninho e forrageamento (para presas, néctar, água, etc. ) Os conflitos de interesse entre as futuras fundadoras permanecem altos, pois elas competem pelos recursos compartilhados de nutrição, como a proteína. A alimentação desigual é frequentemente o que leva às diferenças de tamanho que resultam em classificações de posição subordinada dominante. Como as camadas de ovos tendem a receber mais proteína do que as que não são, como é o padrão geral, o contexto subordinado dominante nas vespas de papel amarelas está diretamente relacionado à troca de alimentos. Portanto, se durante o agregado de inverno, a fêmea consegue obter maior acesso aos alimentos, a fêmea pode assim alcançar uma posição dominante. Essa competição e agressão pelos recursos sugerem que as agregações de inverno podem ser associações frágeis. A agressão geralmente é vista quando uma mulher usurpadora desafia o fundador. Essa agressão pode variar de beliscar até as formas físicas mais extremas de agressão, como morder e picar (frequentemente fatal).

## Divisão de trabalho
Enquanto a distribuição do comportamento de P. versicolor na fase de pós-emergência mostra pouca relação com a idade de um indivíduo, a distribuição do trabalho parece, em vez disso, se correlacionar com os status de dominante e subordinado (que tendem a se correlacionar com o tamanho). As fêmeas dominantes verificam as células, constroem novas células e ovipositor com muito mais frequência do que as subordinadas. Enquanto isso, as fêmeas subordinadas também realizam tarefas como lamber o pecíolo do ninho, alimentar as larvas e forragear com mais frequência do que as fêmeas dominantes. Os subordinados completam 81,4% da atividade forrageira total, enquanto os dominantes completam apenas 18,6% do forrageamento total.

### Atividade do trabalhador
A atividade do trabalhador na vespa do papel amarela é episódica, caracterizada por períodos de pausa (quando todos os indivíduos estão imóveis) e períodos de atividade intensa (a maioria dos indivíduos está em movimento; as vespas estão forrageando, alimentando larvas e interagindo entre si). Nenhum indivíduo (ou rainha) é responsável por iniciar e interromper períodos de atividade ou estimular fisicamente a saída de operárias. Em vez disso, a organização dos períodos de trabalho parece ser mais um sistema auto organizado e descentralizado no qual os próprios trabalhadores regulam a atividade da colônia. Esta é uma maneira mais eficiente de satisfazer a colônia porque o desenvolvimento da colônia e as atividades de manutenção do ninho podem continuar mesmo após a perda da rainha. A maioria dos períodos de atividade é desencadeada por operárias que retornam da atividade forrageira ao formigueiro com material para a colônia. A própria atividade de forrageamento parece ser influenciada pelas interações entre vários membros da colônia ou pelo acesso direto das operárias às necessidades da colônia. Alguns dos mecanismos que podem regular a atividade de forrageamento incluem agressão.

## Supressão reprodutiva
Uma associação de fêmeas ou uma rainha dominante frequentemente funda os ninhos de vespas de papel amarelo; a dominância reprodutiva é frequentemente estabelecida logo após o período de fundação. Esta dominância reprodutiva é frequentemente caracterizada por agressão física da (s) fêmea (s) dominante (s) dirigida (s) às fêmeas associadas que tendem a ser irmãs. A maioria das mulheres que se unem a agregações têm ovários subdesenvolvidos, enquanto a maioria das mulheres de associações de fundadoras têm ovários bem desenvolvidos. Uma vez que apenas fêmeas maiores apresentam maior desenvolvimento ovariano, o tamanho (ou algo correlacionado com o tamanho) parece ser um fator limitante para atingir o status de rainha em P. versicolor . Os subordinados podem permanecer potencialmente férteis e podem eventualmente ovipositar, mas sob condições de dominância extrema, algumas fêmeas reabsorvem seus ovócitos na fase pós-emergência do ninho. Embora a inseminação não se restrinja necessariamente às fêmeas maiores, as fêmeas menores nunca são inseminadas. Em agregações, 75% das mulheres são inseminadas, enquanto nas associações de fundadores, 85% das mulheres são inseminadas. A rainha procura desencorajar a reprodução de outras fêmeas no ninho e, portanto, exerce domínio físico para garantir isso. No entanto, a diapausa ovariana está ausente nas associações de fundadoras. Isso oferece a vantagem de que as fundadoras são capazes de iniciar novos ninhos e botar ovos imediatamente após deixarem uma agregação.

## Relação genética entre colônias
Ao contrário dos relatos de machos diplóides em outras espécies de Polistes, nenhum dos machos P. versicolor analisados apresentou um fenótipo heterozigoto em qualquer loci, indicando a ausência de machos de vespas de papel amarelo diplóide. O parentesco genético em ninhadas de P. versicolor é menor do que r = 0,75 para fêmeas er = 0,5 para machos que seriam esperados para espécies haplodiplóides em condições monogênicas; descobriu-se, no entanto, que P. versicolor não acasala necessariamente em condições monogênicas. O baixo parentesco genético é outra consequência da presença de mais de uma fêmea que põe ovos em cerca de 40% das colônias de vespas do papel amarelo. Isso sugere que as rainhas dominantes perdem parcialmente o controle de seu monopólio de reprodução nos ninhos, resultando em várias outras fêmeas ocasionalmente pondo ovos. Frequentemente, a rainha monopoliza a reprodução nas regiões inferiores do ninho que contém as novas células; entretanto, como a rainha frequentemente permanece nessas regiões inferiores, há potencial para outras fêmeas botarem ovos nas áreas superiores do ninho com as células recicladas. Isso é corroborado pelo fato de que os níveis de parentesco genético são mais elevados entre os descendentes das áreas inferiores dos ninhos em comparação com as áreas superiores, onde mais de uma fêmea estaria botando ovos na mesma área. Essa ocorrência de áreas de oviposição espacialmente descontínuas é um indício tanto da existência de mais de uma fêmea poedeira quanto da territorialidade, onde cada fêmea e seus associados cuidam de suas respectivas ninhadas. Assim, o reconhecimento de parentesco é facilitado pela territorialidade, que compensa a baixa capacidade de reconhecimento de parentesco entre companheiros de ninho.

## Custos e benefícios da sociabilidade
A associação de fundadoras é uma estratégia comum para a vespa do papel amarelo. 90,06% das colônias fundadas por uma única fêmea de P. versicolor falham; uma única fundadora frequentemente abandona o ninho após a fase de fundação, antes que as larvas apareçam para se juntar a outras fundadoras para formar associações. Embora a produtividade das fundadoras individuais seja menor em colônias com associações de fundadoras do que em colônias com uma única fundadora, a colônia geral em si é mais produtiva em uma associação de fundadoras - a duração da fase de pré-emergência é reduzida e o tamanho do grupo está diretamente relacionado a o número de células construídas. Portanto, a associação da fundadora parece ser uma estratégia em que os benefícios da proteção contra o parasitismo e usurpação, o sinergismo ergonômico e o aumento dos níveis de sobrevivência superam os custos para a produtividade individual da fundadora.

### Provas de sociabilidade
Evidências para o estabelecimento de socialidade como uma estratégia de otimização para P. versicolor podem ser vistas na mudança frequente de fêmeas entre ninhos adjacentes. Ambas as fêmeas com óvulos desenvolvidos em seus ovários e operárias podem ser encontradas deslocando-se entre os ninhos, mesmo que a relação entre as fêmeas mutantes e as fundadoras do novo ninho seja considerada baixa. Apesar do baixo parentesco genético dentro e entre os ninhos, o comportamento de dominância aberta e a agressão entre as fêmeas permanecem significativamente menores do que os encontrados em outras vespas do papel, mostrando a importância da socialidade como estratégia para a vespa do papel amarela.

## Comunicação
P. versicolor é conhecida por seus movimentos de sacudir como forma de comunicação dentro da colônia. A vespa de papel amarela pode balançar com uma frequência de 10,6 ± 2,1 Hz (n = 190). A vespa caminha sobre as células do ninho e balança seu gaster horizontalmente, com o último segmento abdominal suspenso sobre as pupas e larvas . Dois períodos de abanar que duram 0,33 ± 0,09 segundos (n = 34) ocorrem cada um dentro de um segundo. O próximo par segue após 10 ou 20 segundos. Durante esses movimentos de abanar, dois tipos de rajadas de som acompanham os movimentos, com intensidades entre 70 e 80 dB. As fêmeas dominantes exibiram 10,2% do comportamento de abanar registrado, enquanto os subordinados foram registrados realizando apenas 1,4% desse comportamento. Como os movimentos de abanar são exibidos com significativamente mais frequência por dominantes do que por subordinados (p <0,01), esse comportamento foi associado à dominância. Suspeita-se que os movimentos de abanar podem estar relacionados à liberação de “ feromônios de dominância” durante a inspeção celular e troca de alimentos com larvas. Portanto, o abanar pode ser visto como parte de um comportamento defensivo. Os subordinados geralmente realizam esses movimentos de abanar quando a forrageadora retorna ao ninho. Esses movimentos de abanar, junto com outros mecanismos de comunicação, como vibração lateral, toque de antenas e agressão são comportamentos sociais que essas vespas de papel amarelo utilizam para afirmar as necessidades da colônia. Por exemplo, os movimentos de abanar podem sinalizar a chegada de novo material ao ninho e a agressão entre as operárias pode ser usada para estimular outras a aumentar as expedições de forrageamento.

## Dieta
As vespas de papel amarelas operárias tendem a completar a maior parte da alimentação das colônias. A secreção das glândulas hipofaríngeas das operárias é o principal constituinte da geléia real produzida pelas operárias para alimentar a ninhada. O desenvolvimento dessas glândulas pode estar claramente ligado aos comportamentos realizados pelas operárias no ninho; rainhas e machos não possuem glândulas hipofaríngeas desenvolvidas. Após a emergência, as operárias do 3º ao 18º dia se alimentam quase que exclusivamente de pólen, que fornece a proteína necessária para produzir a geléia real em suas glândulas hipofaríngeas que alimenta o resto da ninhada . Após o 18º dia, as operárias tornam-se forrageadoras, voando constantemente de e para o ninho para coletar alimentos; eles deixam de se alimentar de pólen para se alimentar de néctar, que pode atender melhor às suas necessidades energéticas. Com a mudança para o consumo de néctar, ocorre uma grande redução de suas glândulas hipofaríngeas. No entanto, essas estruturas permanecem ativas ao longo da vida dessas vespas. P. versicolor é geralmente uma vespa predadora, capturando uma grande variedade de insetos. Embora normalmente não tenham preferência por presas, as vespas de papel amarelas geralmente se alimentam de insetos das ordens Lepidoptera (95,4%) e Coleoptera (1,1%). Chlosyne lacinia saundersii (Lepidoptera: Nymphalidae) é a presa mais coletada (13,5%).

## Defesa
Ataques de formigas representam a maior pressão predatória para P. versicolor . As vespas do papel amarelo desenvolveram várias maneiras de combater essas formigas, uma das quais é por meio da construção de seus ninhos. Como os ninhos são favos únicos fixados a um substrato por um pedúnculo, as células suspensas são frequentemente protegidas do ataque de formigas. Se houver um ataque de formigas, o abandono do formigueiro é mais fácil e permite uma fuga mais rápida devido ao fato de as vespas não formarem envelopes sobre seus ninhos. Além disso, essas vespas possuem uma glândula localizada no VI externato abdominal (glândula de van de Vecht) que é a principal responsável por fazer uma substância repelente de formigas. Os tufos de cabelo próximos à borda do VI externato abdominal armazenam e aplicam o repelente de formiga, secretando o repelente de formiga por meio de um comportamento de fricção. Embora esse comportamento de fricção ocorra durante todo o ciclo da colônia, pode ser visto com mais frequência no estágio de pré-emergência. As mulheres no estágio de pré-emergência estão muito ocupadas com várias tarefas; portanto, vale mais a pena a fêmea investir em defesa química na fase de pós-emergência. Essa defesa ativa geralmente inclui comportamento de alarme, no qual as vespas assumem uma postura ereta, abrem suas asas e apontam suas antenas para a fonte de seu alarme. Enquanto as vespas de papel amarelas balançam seus gasters, acredita-se que os feromônios de alarme sejam liberados. Esses comportamentos de alarme têm sido associados à presença do parasita Ichneumonidae ; essas fêmeas parasitas injetam ovos nos hospedeiros ou põem ovos externos ao hospedeiro para que as larvas possam atacar o hospedeiro por fora.

## Agricultura
Estima-se que cada colônia de P. versicolor captura 4.015 presas de insetos por ano. Portanto, essas colônias de vespas-do-papel podem ser uma estratégia poderosa para o manejo de pragas de insetos herbívoros, especialmente lagartas desfolhadoras. Ao transferir P. versicolor para abrigos artificiais, essas colônias podem ser manejadas e usadas para restaurar o equilíbrio entre as espécies em ecossistemas agrícolas com custos relativamente mínimos. Além do manejo de pragas agrícolas, P. versicolor também pode ser um polinizador útil. Essas vespas sociais se alimentam principalmente de melada, sucos de frutas e néctar . Enquanto procuram alimentos, especialmente néctar, as vespas-do-papel são capazes de polinizar simultaneamente muitas plantas com flores. Eles são mais atraídos por espécies da família de plantas Asteraceae, que não apenas possuem um grande recurso de néctar oculto em uma profundidade de apenas alguns milímetros, mas também incluem espécies que florescem em maio e junho, permitindo que o pólen seja coletado além do néctar.

## Picadas
P. versicolor contém quantidades relativamente grandes de 5-hidroxitriptamina (5-HT) em seu veneno e partes do corpo que contêm veneno, como seu ferrão. Enquanto o aparelho pungente das larvas e pupas produz quantidades equivalentes de 5-HT, o aparelho pungente das vespas adultas tem um conteúdo muito mais alto de 0,87 μg de 5-HT por indivíduo. Mas o aparelho pungente não é a única fonte de 5-HT nessas vespas; em vez disso, uma quantidade relativamente grande de 5-HT também foi encontrada nas cabeças da vespa do papel amarela. Descobriu-se que o 5-HT neste veneno desempenha pelo menos dois papéis: um na defesa como um agente produtor de dor e o outro na distribuição e penetração dos componentes paralisantes em locais vulneráveis no agressor. Acetilcolina, histamina e cianina são outros fatores encontrados no veneno que auxiliam o 5-HT tanto na defesa quanto na penetração da dor. Esses fatores trabalham em combinação para produzir dor despolarizando certas terminações nervosas sensoriais como resultado de movimentos iônicos e mudanças na permeabilidade . Além disso, essas proteínas funcionam para aumentar a taxa de absorção do veneno paralisante nos tecidos e fluidos corporais. Isso resulta na rápida imobilização do animal ou de certas partes do corpo do animal que recebe o veneno.